# Kokomo (노래)
〈Kokomo〉는 존 필립스, 스콧 매켄지, 마이크 러브, 테리 멜처가 작곡하고 미국의 록 밴드 비치 보이스가 녹음한 곡이다. 그것의 가사는 두 연인이 플로리다키스 외곽의 섬에 대한 지어낸 아이디어인 코코모의 편안한 장소로 여행을 떠나는 것을 묘사하고 있다. 1988년 7월 18일, 엘렉트라 레코드에서 싱글로 발매되어 미국, 호주, 일본 (약 2개월 동안 1위를 차지)에서 히트곡 1위에 올랐다. 이 싱글은 로저 도널드슨의 영화 《칵테일》 개봉과 그에 따른 사운드트랙 발매와 동시에 발매되었다.
노래에 나오는 지역으로는 아루바, 키라르고, 버뮤다, 자메이카 등이 있는 것으로 나타나고 있다.

## 음반 및 대체 발매
〈Kokomo〉는 1989년 이 밴드의 《Still Cruisin'》에서 비치 보이스 음반으로 처음 발매되었다. 이 밴드는 이 곡이 미국과 호주 양쪽에서 1위를 차지한 후 이전 레이블인 캐피틀 레코드로부터 일회성 음반 계약을 받았다.

## 인지도 및 평가
〈Kokomo〉는 엇갈린 평가를 받았다. 1989년, 이 곡은 1989년 골든 글로브상에서 최우수 오리지널 송 모션 픽처상 후보에 올랐다. 반대로 VH1의 "가장 기가막힐 정도로 안 좋은 1위 40곡"과 《블렌더》 잡지의 "역대 최악의 노래 50곡" 목록 등 수신률이 저조한 곡 목록에 포함됐다.

## 그 외
- MBC와 SBS는 물론 지역 MBC 및 SBS와 협정을 맺은 지역 민방사에서 화면조정시간에서 첫번째 배경 음악을 사용하였던 것으로 보인다.